# Ланглінген
Ланглінген (нім. Langlingen) — громада в Німеччині, розташована в землі Нижня Саксонія. Входить до складу району Целле. Складова частина об'єднання громад Флотведель.
Площа — 33,34 км2. Населення становить 2161 ос. (станом на 31 грудня 2021).

## Галерея

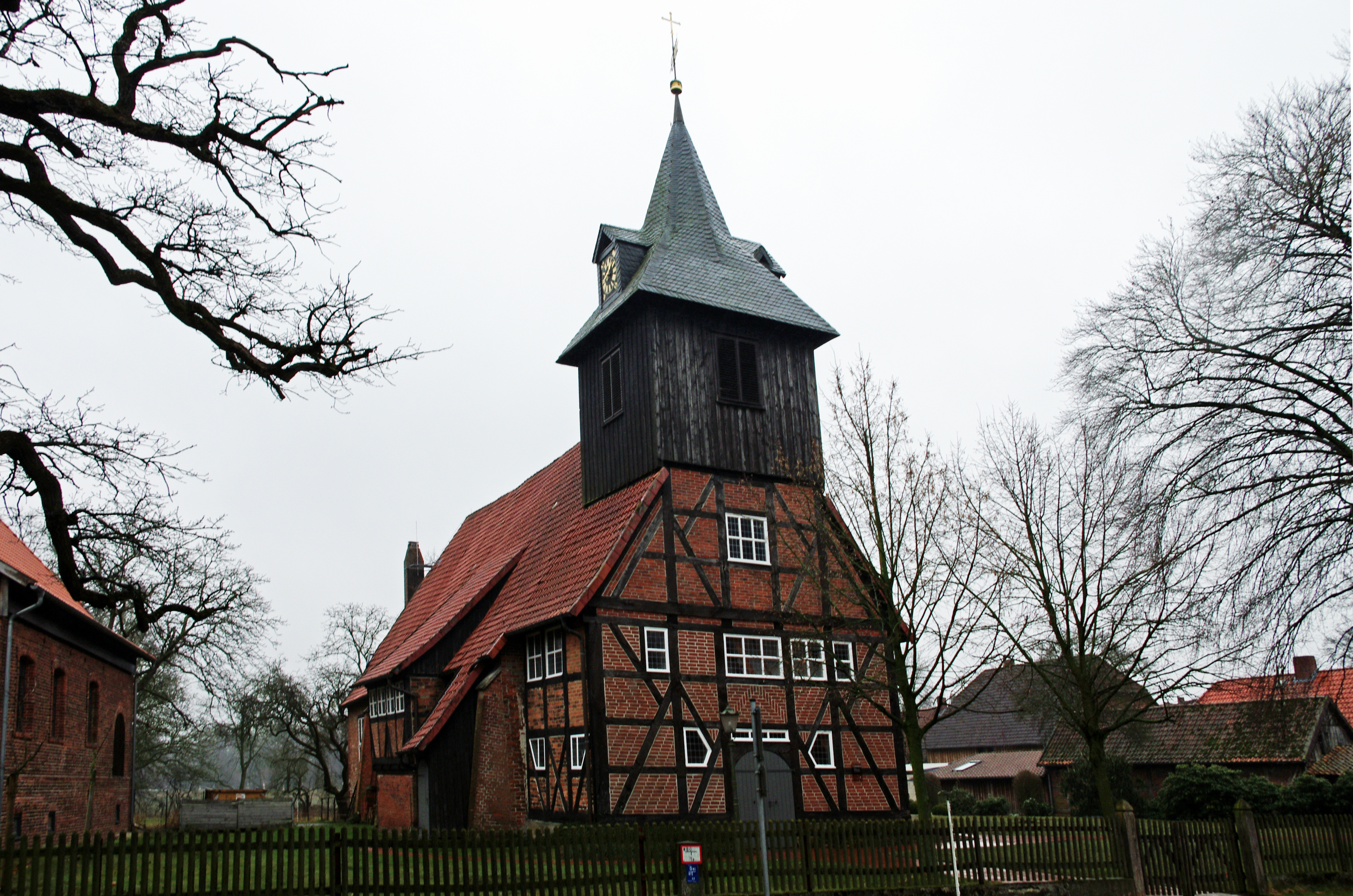
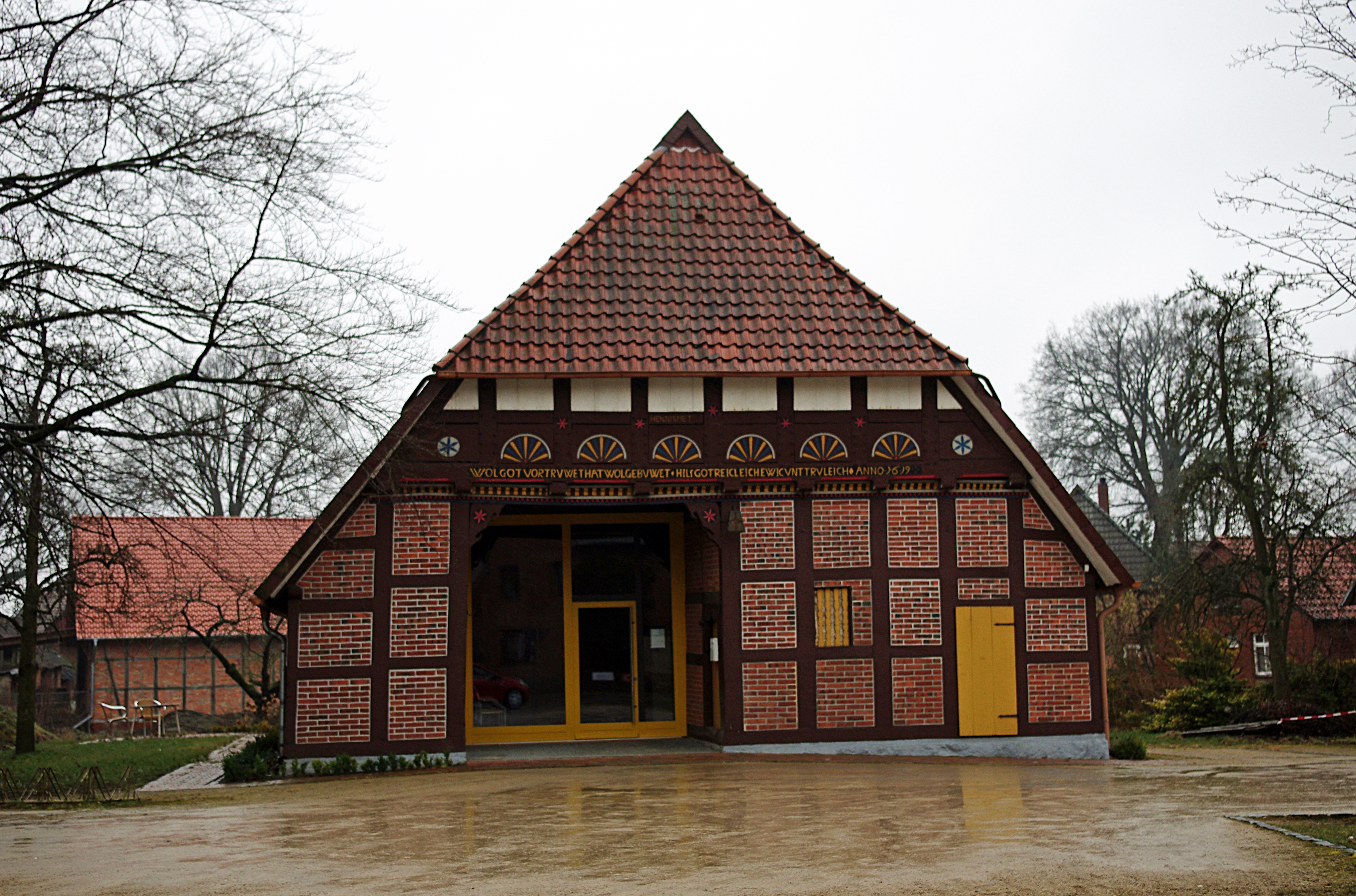